# Diclidurus
Diclidurus är ett släkte av fladdermöss som ingår i familjen frisvansade fladdermöss.
Individerna blir 50 till 80 mm långa (huvud och bål) har en 12 till 25 mm lång svans och väger ungefär 12 till 16 g. De har 45 till 73 mm långa underarmar. Allmänt har dessa fladdermöss en vitaktig eller ljusgrå pälsfärg. Även flygmembranen är vit. Arterna har ganska stora ögon och korta avrundade öron. Tummen är delvis inbäddad i flygmembranen och den har bara en rudimentär klo.
Dessa fladdermöss lever i regnskogar och i andra skogar. De besöker även odlade regioner. Utbredningsområdet ligger i låglandet eller i bergstrakter upp till 1500 meter över havet. Individerna flyger gärna över vattendrag när de letar efter flygande insekter. De vilar vanligen gömda under stora blad. Andra informationer om levnadssättet finns bara för arten Diclidurus albus. Hos denna art lever individerna främst ensamma. Bara under parningstiden bildas mindre flockar med en hane och några honor. Per kull föds en unge.
Arter enligt Catalogue of Life, Wilson & Reeder (2005) samt IUCN:
- Diclidurus albus, från västra Mexiko till Paraguay och Brasilien.
- Diclidurus ingens, norra Sydamerika.
- Diclidurus isabellus, Venezuela, Guyana och norra Brasilien.
- Diclidurus scutatus, Amazonområdet.

IUCN listar Diclidurus ingens med kunskapsbrist (Data Deficient) och de andra som livskraftiga (Least Concern).